# Санта Луча (Болоња)
Санта Луча (итал. Santa Lucia) је насеље у Италији у округу Болоња, региону Емилија-Ромања.
Према процени из 2011. у насељу је живело 12 становника. Насеље се налази на надморској висини од 781 м.